# Peer
Peer – miasto w Belgii, w Regionie Flamandzkim, w prowincji Limburgia, w okręgu Maaseik. 1 stycznia 2024 liczyło 16 585 mieszkańców na powierzchni 87,24 km².

## Podział administracyjny
W skład miasta wchodzą trzy dzielnice (deelgemeente):
- Grote-Brogel
- Kleine-Brogel
- Wijchmaal

## Współpraca
Miejscowości partnerskie:
- Lalibela, Etiopia
- Parchim, Niemcy